# Melanopella feuerborni
Melanopella feuerborni is een hooiwagen uit de familie Sclerosomatidae.